# 토미 플라워스

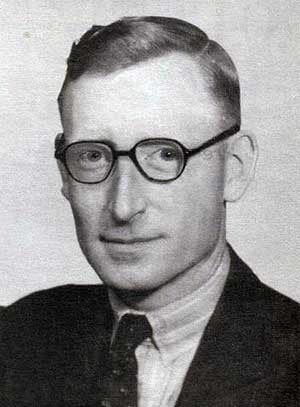
블레츨리 파크에서 찍힌 것으로 추정되는 플라워스 모습

토미 플라워스(Tommy Flowers, 본명: 토마스 해롤드 플라워스, Thomas Harold Flowers MBE, 1905년 12월 22일 – 1998년 10월 28일)는 영국 우체국의 영국 엔지니어였다. 제2차 세계 대전 중에 플라워스는 암호화된 독일 메시지를 해독하는 데 도움이 되는 세계 최초의 프로그래밍 가능한 전자 컴퓨터인 콜로서스 (컴퓨터)를 설계하고 제작했다.